# 2003年海员身份证书公约（修订版）
《修订《1958 年海员身份证件公约》的公约》,又称《2003年海员身份证件公约（修订版）》是国际劳工组织的一部公约。 
2003年6月3日在日内瓦举行国际劳工组织理事会第91届会议，于2003年6月19日通过本公约。

## 与1958年海员身份证书公约之间的差异

生物特徵護照的標誌

2003年海員身份證件公約（修訂本）相较于1958年海员身份证书公约之间的主要区别在于要求海员证书使用国际民航组织Doc 9303文件标准和生物测定作为加強海員身份識別安全之手段。

## 批准该公约之国家
至2023年2月，该公约已获得38个国家的批准。 
| 国家                 | 日期                | 地位   |
| -------------------- | ------------------- | ------ |
| 阿尔巴尼亚           | 2007 年 10 月 11 日 | 现行   |
| 安提瓜和巴布达       | 2021 年 7 月 28 日  | 现行   |
| 阿塞拜疆             | 2006 年 7 月 17 日  | 现行   |
| 巴哈马               | 2006 年 12 月 14 日 | 现行   |
| 孟加拉国             | 2014 年 4 月 28 日  | 现行   |
| 波斯尼亚和黑塞哥维那 | 2010 年 1 月 18 日  | 现行   |
| 巴西                 | 2010 年 1 月 21 日  | 现行   |
| 刚果共和国           | 2014 年 5 月 14 日  | 现行   |
| 克罗地亚             | 2011 年 9 月 6 日   | 现行   |
| 法国                 | 2004 年 4 月 27 日  | 现行   |
| 格鲁吉亚             | 2015 年 2 月 3 日   | 现行   |
| 匈牙利               | 2005 年 3 月 30 日  | 现行   |
| 印度                 | 2015 年 10 月 9 日  | 现行   |
| 印度尼西亚           | 2008 年 7 月 16 日  | 现行   |
| 伊拉克               | 2021 年 5 月 21 日  | 现行   |
| 约旦                 | 2004 年 8 月 9 日   | 现行   |
| 哈萨克斯坦           | 2010 年 5 月 17 日  | 现行   |
| 肯尼亚               | 2022 年 2 月 4 日   | 现行   |
| 基里巴斯             | 2014 年 6 月 6 日   | 现行   |
| 立陶宛               | 2006 年 8 月 14 日  | 未生效 |
| 卢森堡               | 2011 年 9 月 20 日  | 现行   |
| 马达加斯加           | 2007 年 6 月 6 日   | 现行   |
| 马尔代夫             | 2015 年 1 月 5 日   | 现行   |
| 馬紹爾群島           | 2011 年 8 月 24 日  | 现行   |
| 蒙特內哥羅           | 2017 年 4 月 27 日  | 现行   |
| 缅甸                 | 2018 年 1 月 16 日  | 现行   |
| 奈及利亞             | 2004 年 8 月 19 日  | 现行   |
| 巴基斯坦             | 2006 年 12 月 21 日 | 现行   |
| 菲律宾               | 2012 年 1 月 19 日  | 现行   |
| 大韩民国             | 2007 年 4 月 4 日   | 现行   |
| 摩尔多瓦             | 2006 年 8 月 28 日  | 现行   |
| 俄罗斯               | 2010 年 2 月 26 日  | 现行   |
| 西班牙               | 2011 年 5 月 26 日  | 现行   |
| 斯里蘭卡             | 2016 年 12 月 2 日  | 现行   |
| 坦桑尼亚             | 2017 年 10 月 11 日 | 现行   |
| 突尼西亞             | 2016 年 5 月 19 日  | 现行   |
| 土库曼斯坦           | 2014 年 2 月 12 日  | 现行   |
| 瓦努阿图             | 2006 年 7 月 28 日  | 现行   |
| 也门                 | 2008 年 10 月 6 日  | 现行   |